# Aeroportul Aasiaat
Aeroportul Aasiaat (IATA: JEG, ICAO: BGAA) este un aeroport din Qeqertalik⁠(d), Groenlanda ce deservește zona Aasiaat. A fost numit după zona deservită.
Situat la o altitudine de 23 m, aeroportul dispune de 1 pistă. Este operat de Greenland Airport Authority⁠(d).

## Infrastructură

### Piste
Aeroportul dispune de o singură pistă. Pista are orientarea 11/29.